# Syncesia
Syncesia es un género de hongos liquenizados en la familia Roccellaceae.